# Vila Chã (Alijó)
Vila Chã is een plaats (freguesia) in de Portugese gemeente Alijó en telt 579 inwoners (2001).